# Admiral Makarov (schip, 2017)

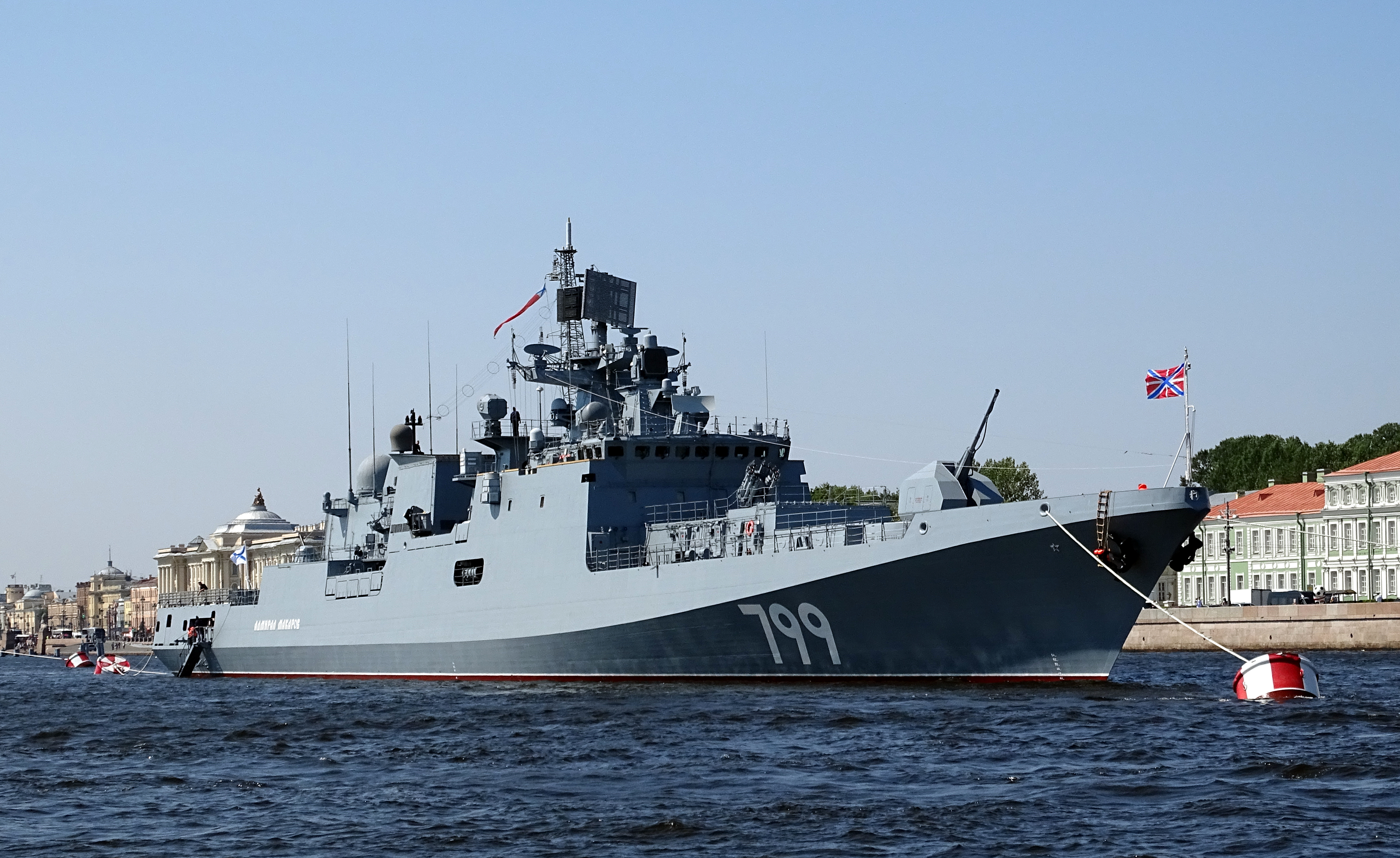
Admiral Makarov te Sint-Petersburg

De Admiral Makarov (Russisch: Адмирал Макаров) is een fregat van de Russische marine, het derde en voorlopig laatste van de zes geplande van de Admiral Grigorovitsj-klasse.

## Gegevens
Het schip is 125 m lang, 15,2 m breed met 4,2 m diepgang en 3620 registerton waterverplaatsing.
Twee gasturbines van elk 6,3 MW voor kruissnelheid en twee gasturbines van elk 16 MW voor versnelling drijven twee scheepsschroeven aan. NPO Saturn ontwierp en bouwde de gasturbines, nadat Oekraïne weigerde ze te leveren.  
Het schip heeft een bereik van 8980 km en haalt 56 km/h. 
De bemanning telt 200 koppen, waaronder 18 officieren en 20 mariniers.

## Wapens
De wapens zijn 3M-54 Kalibr kruisvluchtwapens, P-800 Oniks of 3M22 Zirkon antischeepsraketten, een 100 mm-kanon, 24 Boek luchtdoelraketten, A-213 Vympel-A afweer tegen antischeepsraketten, acht 9K38 Igla of 9K333 Verba luchtafweer, 2 x 2 533 mm- torpedobuizen, een RBU-6000 raketlanceerinrichting en een Kamov Ka-27 helikopter.

## Bouw
Het is genoemd naar admiraal Stepan Makarov.
De Yantar scheepswerf in Kaliningrad legde de kiel op 29 februari 2012 en liet het fregat op 2 september 2015 te water. Op 27 december 2017 ging het fregat met pennantnummer 799 in dienst bij de Zwarte Zeevloot met thuisbasis Sebastopol op de Krim.

## Vaart naar Sebastopol
In juli 2018 nam het schip deel aan de jaarlijkse vlootparade voor Sint-Petersburg.
Op 18 augustus 2018 vertrok de Admiral Makarov van de Baltische Zee naar de Zwarte Zee en het voer op 21 augustus door het Kanaal begeleid door een mijnenveger van de Royal Navy en gezien door de HMS Queen Elizabeth
en kwam in oktober aan in de nieuwe thuishaven Sebastopol op de Krim.

## Syrië
Op 5 november 2018 voer de Admiral Makarov naar de Middellandse Zee voor actie in de Syrische Burgeroorlog.
Op 25 juni 2021 oefende Admiral Makarov in de Middellandse Zee.

## Oekraïne
In 2022 tijdens de Russische invasie van Oekraïne in 2022 vielen de Admiral Makarov en zusterschip Admiral Essen aardolieraffinaderijen en opslagplaatsen van brandstof te Odessa aan met 3M-54 Kalibr kruisvluchtwapens.
Nadat de kruiser Moskva op 14 april 2022 gezonken was, werd de Admiral Makarov het vlaggenschip van de Zwarte Zeevloot.
Op 6 mei 2022 vielen Neptun antischeepsraketten de Admiral Makarov aan, maar op 9 mei voer het fregat zonder schade bij Sebastopol.
Op 29 oktober 2022 vielen 7 torpedo's en 9 onbemande luchtvaartuigen Bayraktar TB2 de Admiral Makarov aan.